# Henrik Nöbbelin
Lars Oskar Henrik Nöbbelin, född 14 februari 1970, är en svensk före detta triathlet och före detta förbundskapten för kortdistans- och juniorlandslaget. Han var aktiv från 1988 till slutet på 1990-talet. 
Henrik Nöbbelin vann JSM 1988. Det blev senare till tre individuella SM-guld, deltagande i VM, EM och en fjärdeplats i en Europacuptävling som bäst.
Henrik Nöbbelin startade karriären i Kristianstads Triathlon Klubb, men  1991 valde han att fortsätta sin karriär tävlande för Kvarnsvedens Triathlon och flyttade till Borlänge. Han bodde i Dalarna under åtta år på 1990-talet.
Från början kommer Henrik Nöbbelin från Bromölla. Numera bor han i Stockholm där han arbetar som rektor på Alviksskolan. Han var 2021–2025 ordförande i Svenska Triathlonförbundet. I juni 2025 tillträdde han som förbundschef i Svenska Simförbundet.

## Källa
1. ↑  ”Arkiverade kopian”. Arkiverad från originalet den 11 april 2021. https://web.archive.org/web/20210411150151/https://www.svensktriathlon.org/Nyheter/Nyheter/arsmote2021/. Läst 31 mars 2021.